# Mesophylax aethiopicus
Mesophylax aethiopicus là một loài Trichoptera trong họ Limnephilidae. Chúng phân bố ở miền Cổ bắc.